# Assassinato de Genivaldo de Jesus
O assassinato de Genivaldo de Jesus ocorreu no estado do Sergipe no dia 25 de maio de 2022. Nesse dia, Genivaldo de Jesus Santos, um homem negro diagnosticado com esquizofrenia, foi torturado e assassinado pela Polícia Rodoviária Federal (PRF) em Umbaúba, utilizando uma câmara de gás improvisada. Sua morte, ocorrida exatamente dois anos após o assassinato de George Floyd, teve repercussão internacional.
A Polícia Rodoviária Federal tentou blindar os policiais, e a investigação foi prorrogada três vezes, mas os três agentes envolvidos na morte de Genivaldo - Paulo Rodolpho Lima Nascimento, William de Barros Noia e Kleber Nascimento Freitas - foram afinal denunciados pelo Ministério Público Federal, por tortura, abuso de autoridade e homicídio qualificado. Outros dois policiais, que assinaram o boletim de ocorrência, não foram denunciados.

## Antecedentes

### Genivaldo de Jesus
Genivaldo de Jesus Santos tinha 38 anos, era aposentado em virtude da esquizofrenia e tomava remédios de uso controlado havia vinte anos. Era casado com Maria Fabiana dos Santos, tinha um filho de sete anos e um enteado de 18. Morava em uma casa de apenas dois cômodos, num bairro simples da cidade de Umbaúba, sul do estado de Sergipe. Em 2016, Genivaldo entrou em processo judicial referente a uma abordagem de policiais militares; ele se recusou a ser revistado, por não compreender o que os policiais pediam. Devido à sua esquizofrenia, ficou comprovada a incapacidade de entender o ato cometido e foi absolvido.

### Polícia Rodoviária Federal
A PRF já havia se envolvido em polêmicas anteriormente. No dia 24 de maio, ela auxiliou o BOPE em uma operação que deixou 23 mortos na Vila Cruzeiro. Sua participação foi questionada, pois a operação não envolvia ações em rodovias federais. No dia 1 de junho, a Folha de S.Paulo publicou matéria mostrando que apenas dois dias antes do assassinato de Genivaldo, dois jovens de 16 e 21 anos estavam em uma moto com documentos irregulares e sem capacete, quando foram algemados pela PRF e agredidos com tapas e pisões.
A escola preparatória para policiais AlfaCon também ficou em destaque. A escola está localizada em Cascavel, no Paraná, e foi denunciada no dia 28 de maio por Douglas Belchior, militante do movimento negro. Matérias do Uol e da Ponte Jornalismo revelaram que não foi a primeira vez que a escola esteve em evidência na mídia. Também existem conexões entre a família Bolsonaro e a escola, já que o presidente Jair Bolsonaro fez propaganda para a AlfaCon em seu Instagram e Eduardo Bolsonaro falou durante um curso em julho de 2018 que "bastaria um cabo e um soldado para fechar o STF". O curso ministrava aulas de tortura para os alunos, incluindo a usada para matar Genivaldo. Além disso, vídeos mostravam professores fazendo diversas alusões ao crime, desde assassinato até racismo.
A escola passou a ser investigada pelos Ministérios Públicos de São Paulo e do Paraná por pedidos, respectivamente, do PSOL e da Uneafro Brasil, junto com o Instituto de Referência Negra Peregum. Ambos os pedidos também incluíam o fechamento da escola. O PSOL já havia entrado com um pedido de investigação em 2020, que foi aditado. Na época, Evandro Bitencourt Guedes e Norberto Florindo Júnior estavam sendo investigados pela promoção de tortura e assassinato em seus cursos, mas o caso foi abandonado pela Polícia de São Paulo.

## Assassinato
No dia 25 de maio de 2022, por volta das 11h (UTC−3), no quilômetro 180 da rodovia BR-101, em Umbaúba, três agentes da Polícia Rodoviária Federal — Paulo Rodolpho Lima Nascimento, William de Barros Noia e Kleber Nascimento Freitas — pediram para Genivaldo parar sua motocicleta. Ele sabia pilotar o veículo, mas não possuía a Carteira Nacional de Habilitação (CNH) e não estava utilizando capacete, motivo da abordagem. O sobrinho da vítima, Uallison de Jesus, que estava próximo, afirmou que Genivaldo "atendeu todos os comandos". Um policial pediu para que Genivaldo levantasse a camisa e então teria afirmado que estava com remédios psiquiátricos no bolso e tinha a receita médica para provar os transtornos. Vídeos feitos por testemunhas mostraram que, no início da abordagem, os agentes olham a documentação e revistam Genivaldo, que estava com as mãos na cabeça, o xingam, e ele se incomoda. Genivaldo reagiu à truculência da abordagem, sendo então derrubado e imobilizado. Outro vídeo gravado por testemunha mostrou um agente tentando imobilizá-lo, com as pernas em seu pescoço, enquanto outro se aproxima armado.
O sobrinho tentou avisar que o tio era esquizofrênico, mas mesmo assim o policial pediu reforço. Logo depois chegaram uma moto e mais uma viatura. Segundo Uallison, os policiais começaram a torturar Genivaldo, lançando spray de gás pimenta contra ele, além de desferir chutes nas pernas e pisões na cabeça. Na tentativa de imobilização, os policiais usaram a técnica conhecida como "mata-leão". Testemunhas disseram que ele foi agredido por cerca de trinta minutos. Em seguida, ele foi colocado na viatura com a mão para trás, ficando com as pernas para fora. Enquanto os agentes pressionavam a tampa da mala contra Genivaldo, um deles jogou uma bomba de gás lacrimogêneo dentro do veículo. Um vídeo mostrou um agente da polícia destravando o aparato e o lançando dentro da viatura. Depois, uma fumaça branca é expelida do veículo. Uallison relatou que, em seguida, um agente empurrou sua mãe, levando sua cunhada a dizer: "Rapaz, não faça isso não". O agente respondeu: "Ele está melhor do que a gente aí dentro". Os policiais filmaram as pessoas que estavam filmando a cena, em tom de ameaça.
Assim que Genivaldo parou de se debater e gritar, os policiais colocaram suas pernas para dentro e fecharam a porta traseira da viatura, entraram no carro e deixaram o local. Genivaldo foi deslocado até a Delegacia de Polícia Civil de Umbaúba, onde foi constatado que estava desacordado. Foi levado "de imediato" ao Hospital José Nailson Moura, onde foi confirmada sua morte. A família disse que ele chegou sem vida ao hospital, e que foram usadas técnicas para reanimá-lo durante o socorro. Segundo laudo do Instituto Médico Legal (IML), a morte de Genivaldo foi causada por asfixia mecânica e insuficiência respiratória aguda.

### Velório
O corpo de Genivaldo foi recolhido pelo IML e chegou a Aracaju às 16h58. O corpo foi liberado do IML por volta de 22h30. Ele seguiu para a casa da mãe, em Santa Luzia do Itanhi, onde foi velado. Foi sepultado em Umbaúba por volta das 11h do dia seguinte.

## Investigação e desdobramentos

### Multas
Após a morte de Genivaldo, a família recebeu quatro multas de trânsito cometidas no dia do crime, totalizando  R$ 2.184,45. No dia 10 de outubro, dia em que os policiais foram indiciados no Ministério Público Federal, a PRF anunciou que suspendeu as multas.

### Reação da PRF
Em nota divulgada no dia 25 de maio, a PRF afirmou que Genivaldo "resistiu ativamente a uma abordagem" e que, por este motivo, "foram empregados técnicas de imobilização e instrumentos de menor potencial ofensivo para sua contenção". A nota não menciona que os dois policiais trancavam Genivaldo no porta-malas enquanto fumaça branca era vista sendo expelida do interior do veículo. Os policiais registraram um boletim de ocorrência afirmando que Genivaldo passava a mão pela cintura e pelos bolsos e não obedecia às suas ordens. Porém, Uallison declarou: "Em nenhum momento ele exibiu força. Inclusive, na hora que foi abordado, ele levantou as mãos e a camisa, e mostrou que não tava com arma nenhuma". Além disso, segundo Samira Bueno, diretora-executiva do Fórum Brasileiro de Segurança Pública, "A utilização de gás de pimenta como instrumento de menor potencial ofensivo é comum entre as polícias, geralmente para dissipar multidões, mas jamais deve ser feito em ambientes fechados ou por períodos prolongados numa pessoa. Sua má utilização pode ocasionar a morte". No mesmo dia, a PRF abriu um procedimento disciplinar para averiguar a conduta dos policiais envolvidos. A PRF informou no dia 26 que afastou os policiais envolvidos.
No dia 28 de maio a PRF mudou o discurso, declarando qua havia "assistido com indignação aos fatos ocorridos em Umbaúba envolvendo policiais rodoviários federais, que resultou [sic] na morte do senhor Genivaldo de Jesus Santos. Os procedimentos vistos durante a ação não estão de acordo com as diretrizes em cursos e manuais da nossa instituição". Dois dias antes, a instituição havia declarado em nota que a morte havia sido "uma fatalidade, desvinculada da ação policial".

### Abertura da investigação
A família registrou um boletim de ocorrência no dia 25 de maio. O então ministro da Justiça, Anderson Torres, declarou que havia declarado a abertura de investigação pela Polícia Federal e Polícia Rodoviária Federal sobre aquela abordagem policial, buscando esclarecer o episódio. A Polícia Federal (PF) abriu inquérito para investigar o caso, iniciando diligências para esclarecer o ocorrido. A Ordem dos Advogados do Brasil (OAB) em Sergipe informou que acompanharia os desdobramentos e disse, em nota que respeita as instituições, mas que não compactua com qualquer tipo de violência ou de tortura. O Ministério Público Federal (MPF) informou que abriu procedimento para acompanhar as investigações sobre os fatos que levaram à morte de Genivaldo. O MPF já havia acionado a Comissão de Direitos Humanos (CDH) do Senado Federal informou que investigaria a morte de Genivaldo.
No dia seguinte, a Procuradoria Regional dos Direitos do Cidadão em Sergipe abriu procedimento investigativo sobre o caso, pelas "violações aos direitos dos cidadãos e, em especial, aos direitos das pessoas com deficiência". No dia 28 de maio, o Conselho Federal e a OAB de Sergipe pediram a prisão cautelar dos envolvidos na morte de Genivaldo. No mesmo dia, o Partido dos Trabalhadores apresentou um requerimento à Comissão de Trabalho pedindo a convocação do ministro da Justiça Anderson Torres e o convite ao diretor-geral da PRF Silvinei Vasques, exigindo explicações sobre o caso. O IML também constatou através de perícia preliminar que as lesões de Genivaldo eram compatíveis com o relato da agressão.

### Sigilo de 100 anos
No dia 26 de maio, o jornal Metrópoles pediu, com base na Lei de Acesso à Informação (LAI), a quantidade, os números dos processos administrativos e acesso à íntegra dos autos dos cinco policiais que assinaram o boletim de ocorrência do caso, dados que foram negados pela PRF pela organização compreender que se tratavam de informações pessoais de policiais. A LAI determina que “informações pessoais, relativas à intimidade, vida privada, honra e imagem são de acesso restrito pelo prazo máximo de cem anos". A Controladoria-Geral da União se manifestou a favor da divulgação dos dados, pois a lei não se aplicaria em ações relativas à conduta dos servidores durante o exercício das suas funções. No dia 23 de junho, o procurador Flávio Matias, do Ministério Público do Sergipe, abriu uma investigação sobre o chamado "sigilo de cem anos". No dia 29 de junho, a PRF retirou o sigilo e revelou que apenas um dos envolvidos seria punido. Porém Kleber Nascimento Freitas foi punido apenas por não renovar sua CNH e por não inserir um boletim de acidente no sistema BR-Brasil. O Metrópoles continuou insistindo, e no dia 5 de agosto o caso foi levado a Procuradoria-Geral da República. Foi determinado que a Polícia Rodoviária Federal deve encaminhar os dados na íntegra para a imprensa em até 30 dias, ou seja, até o dia 5 de setembro.

### Indenização
No dia 25 de maio, o senador Humberto Costa (PT-PE), presidente da Comissão de Direitos Humanos e Legislação Participativa, propôs projeto de lei (1.388/2022) para pensão temporária do filho de Genivaldo e pensão vitalícia especial para sua esposa, além de indenização de R$ 1 milhão à viúva. No dia 27, as ONGs Educafro Brasil e Centro Santo Dias de Direitos Humanos pediram indenização de R$ 128 milhões, mesmo valor em reais pago para a família de George Floyd. O superintendente do governo de Sergipe, Givaldo Ricardo, informou no dia 29 que a decisão sobre uma possível indenização à família de Genivaldo não depende da gestão estadual: "Acho que a família precisa e merece ser indenizada para tentar minimizar tão grave perda, mas a decisão sobre como isso deve ocorrer, valores e quem deve indenizar não depende de decisão do Poder Executivo estadual". No dia 3 de abril, a procuradora Martha Carvalho Dias de Figueiredo, do Ministério Público Federal, defendeu o pagamento dos R$ 128 milhões pela União.
No dia 6 de janeiro de 2023, o ministro da Justiça Flávio Dino publicou em seu Twitter que determinou que o Secretário de Acesso à Justiça, Marivaldo Pereira, tomasse providências para que a indenização fosse paga.

### Comissão interventora
No dia 29 de maio, a PRF enviou uma comissão interventora, chefiada pelo diretor-executivo Daniel Soluto, para acompanhar o Processo Administrativo Disciplinar dos três policiais acusados de assassinato. O grupo teria trinta dias para elaborar um relatório técnico com informações identificadas e sugestões para que casos como o de Genivaldo não ocorressem novamente. Segundo a portaria, a comissão interventora não poderia apontar culpados ou causar desdobramentos judiciais ou de outra natureza.

### Primeiro depoimento de testemunhas
No dia 31 de maio, a Polícia Federal ouviu o depoimento das testemunhas no Fórum Desembargador Luiz Magalhães, em Umbaúba, procedimento acompanhado pelo Ministério Público Federal, a Defensoria Pública e os advogados da família de Genivaldo. Depuseram Walisson de Jesus, Damarise de Jesus Santos, e Maria Fabiana dos Santos. Também depuseram outras testemunhas que estavam presentes no local. No dia seguinte, depuseram os funcionários da unidade de saúde que atenderam Genivaldo.

### Suposta interferência do governo Bolsonaro
No dia 31 de maio, o governo Bolsonaro demitiu dois membros da PRF, Jean Coelho, diretor-executivo da corporação, e Allan da Mota Rebello, diretor de inteligência. Porém, a PRF e o Ministério da Justiça e Segurança Pública afirmaram que os desligamentos estavam previstos havia mais de um mês. Allan Rebello e Jean Coelho foram escolhidos como seus substitutos, e seriam treinados no Colégio Interamericano de Defesa, em Washington.

### Convocação de Anderson Torres à Comissão de Direitos Humanos do Senado
No dia 1 de junho, por 10 a 7, a Comissão de Direitos Humanos do Senado decidiu convocar o ministro Anderson Torres para explicar o caso. através de requerimento de Alexandre Frota (PSDB). Requerimentos similares feitos por Talíria Petrone, Vivi Reis e Túlio Gadêlha também foram aceitos simbolicamente. Também ficou acertado que um grupo de senadores fariam uma diligência em Aracaju e Umbaúba e que seria montado um ciclo de diligências para apurar casos de violência policial e política. No dia 14, Arthur Lira acolheu recurso apresentado pelos deputados bolsonaristas, Capitão Alberto Neto (PL-AM), vice-líder do governo na Casa, e Felipe Francischini (União-PR), que anulava a obrigatoriedade de Anderson Torres comparecer na comissão de Direitos Humanos. No dia 15, Anderson Torres compareceu voluntariamente à audiência pública conjunta das comissões de Direitos Humanos e de Trabalho da Câmara dos Deputados e afirmou que o caso era grave, porém se tratava de uma exceção. De acordo com ele, os policiais envolvidos foram afastados e a PF instaurou um processo administrativo e um inquérito policial sobre o caso. Todas as ações citadas foram realizadas três dias após o assassinato.

### Prisão preventiva
No dia 13 de julho, a Justiça Federal do Sergipe negou a prisão preventiva dos três policiais envolvidos. O pedido foi feito pelo advogado da família, porém a Justiça entendeu que apenas as autoridades policiais e o MPF poderiam emitir um mandado de prisão, e que naquele momento não havia motivo para tal. A família argumentou que houve fraude processual, já que os policiais afirmaram no boletim de ocorrência que Genivaldo "havia morrido de um mal súbito". Também argumentou que a prisão garantiria a ordem pública.
Durante as audiências, a defesa pediu que um dos réus fosse liberto da prisão preventiva, porém o pedido foi negado no dia 21 de dezembro pelo ministro do Superior Tribunal de Justiça (STJ) Rogerio Schietti Cruz, pela gravidade do crime. A defesa impetrou um segundo habeas corpus para soltura do agente, que foi negado novamente pelo STJ no dia 17 de fevereiro de 2023. Na decisão, o ministro Rogerio Schietti reiterou a sua sentença anterior, afirmando que "houve motivação adequada na decisão judicial que manteve a prisão".

### Reestruturações internas da PRF
Foi constatado que a PRF retirou a matéria de Direitos Humanos do Curso de Formação de Policiais para a turma que iniciou no dia 17 de junho. A carga horária foi suprimida e o conteúdo passou a ser abordado na matéria denominada Práticas Orientadas para o Trabalho. A Procuradoria da República em Goiás entrou com uma ação judicial no dia 28 de junho para que a matéria fosse reintergrada ao curso. O MPF também pediu que a portaria do diretor-geral da PRF Silvinei Vasques fosse revogada, por extinguir as comissões de direitos humanos da corporação.
No dia 19 de julho, a PRF divulgou documento onde instrui policiais a como lidar com abordagens de pessoas com problemas mentais. Apesar da divulgação recente, o documento foi assinado no dia 14 de junho pelo Diretor de Operações da PRF, Djairlon Henrique Moura. O documento possui dezoito diretrizes, incluindo evitar o contato físico, não ameaçar a pessoa em crise com prisões e a reduzir sinais luminosos e sonoros da viatura durante a abordagem. Os agentes também são instruídos a pedirem ajuda ao Samu ou ao Corpo de Bombeiros Militar. Apesar do teor do documento, Genivaldo de Jesus não foi citado.
No dia 29 de julho, o Ministério Público Federal recomendou à PRF a instauração de um grupo de trabalho para implementar o uso de câmeras nos policiais do órgão. A PRF teria quinze dias para se manifestar se concorda com a recomendação. Em caso positivo, o MPF recomendou que o planejamento fosse feito em sessenta dias e a implementação em 120 dias.

### Primeira e segunda prorrogação do inquérito
No dia 21 de junho, a polícia pediu ao MPF mais trinta dias para concluir o inquérito sobre a morte de Genivaldo, alegando faltar perícias feitas pelo Instituto Nacional de Criminalística, em Brasília, quanto pelo Instituto Médico Legal de Sergipe. Pedido similar com a mesma justificativa foi feito no dia 27 de julho. A prorrogação foi concedida pelo Ministério Público Federal em Sergipe e passou a valer no dia 29.

### Segundo depoimento de testemunhas
No dia 27 de julho, as testemunhas foram intimadas a serem ouvidas novamente na Delegacia de Polícia Civil da cidade de Umbaúba, desta vez em depoimento para a PRF. Foram elas os três parentes da vítima e outras duas pessoas. A família e advogado questionaram a necessidade do procedimento.

### Terceira prorrogação do inquérito
No dia 22 de agosto, a PRF pediu novamente prorrogação do inquérito, ainda alegando que o órgão ainda não recebeu os laudos periciais. No dia 25 de agosto, completou-se 90 dias que o caso ainda está em aberto.

### Conclusão dos laudos do IML
No dia 2 de setembro, o IML e o Instituto de Pesquisas Forenses concluíram os três laudos que confirmam a causa da morte de Genivaldo. O laudo anatomopatológico revelou que houve uma grande reação inflamatória, que fechou suas vias respiratórias. O laudo toxicológico evidenciou que Genivaldo estava apenas sob o efeito do antipsicótico quetiapina, usado para tratar esquizofrenia. Também não havia em seu sangue uma concentração alta de carboxiemoglobina, não sendo portanto a causa de sua morte, porém outras substâncias tóxicas foram formadas durante a detonação da bomba de gás lacrimogênio, como o 2-cloro-maliomitrila, monóxido e dióxido de carbono e ácido clorídrico, que são capazes de provocar asfixia. Ainda foi feito o laudo cadavérico. Os laudos foram enviados para a Polícia Federal e ao Instituto Nacional de Criminalística, que iria emitir um laudo de local de crime.
O inquérito final foi finalizado no dia 26 de setembro. Nele, a Polícia Federal indiciou por abuso de autoridade e homicídio qualificado por asfixia e sem meios de defesa, os três policiais que participaram da ação. O laudo aponta que Kleber Nascimento Freitas jogou spray de pimenta ao menos cinco vezes na vítima, e Paulo Rodolpho Lima Nascimento lançou uma granada de gás lacrimogêneo na viatura.
O Fantástico, revista eletrônica da TV Globo, obteve informações sobre o laudo e publicou uma matéria no dia 9 de outubro. Pela análise das imagens, constatou-se que Genivaldo ficou preso em meio aos gases tóxicos por onze minutos e 27 segundos. Apesar da pequena quantidade de monóxido de carbono, havia uma grande concentração de ácido sulfídrico, que pode causar convulsões e insuficiência respiratória.

### Acusação no Ministério Público Federal
O caso foi remetido ao Ministério Público Federal de Sergipe, que indiciou os policiais no dia 10 de outubro. O processo foi mantido sob sigilo, mas o MPF informou que pediu para o juiz retirá-lo após a sua conclusão. A defesa dos policiais afirmou que não houve intenção de matar a vítima, argumentando que os agentes afirmaram que "em momento algum queriam o resultado morte, tampouco anteviram e/ou consentiram". No dia 14, os três policiais diretamente envolvidos com o assassinato foram presos preventivamente por ordem do magistrado Rafael Soares Souza e transferidos para o Presídio Militar de Sergipe. Os outros dois policiais que assinaram o boletim de ocorrência não foram denunciados. O advogado de defesa, Glover Castro, afirmou que entraria com as medidas necessárias para reverter a decisão. A denúncia foi por tortura, abuso de autoridade e homicídio qualificado.

### Audiência
No dia 22 de novembro, a Justiça Federal realizou audiência aberta ao público, na 7ª Vara Federal de Sergipe, em Aracaju. A audiência foi interrompida no dia 25, quando um dos réus passou mal e precisou ser hospitalizado, e foi remarcada para o dia 29. A audiência foi retomada e finalizada no dia 6 de dezembro. Além dos réus, 34 testemunhas foram ouvidas.
No dia 10 de janeiro de 2023, a 7ª vara decidiu que os réus seriam julgados por júri popular pelos crimes de tortura-castigo e homicídio triplamente qualificado. A acusação de abuso de autoridade foi descartada, mas os procuradores anunciaram que iriam recorrer.

### Demissão dos três agentes
Em 14 de agosto de 2023, o ministro da Justiça do governo Lula, Flávio Dino, assinou a demissão de três agentes da PRF envolvidos na morte de Genivaldo de Jesus.

### Julgamento
Em 7 de dezembro de 2024, a Justiça Federal condenou os agentes da PRF William Noia e Kleber Freitas a 23 anos, um mês e 9 dias de reclusão cada e outro da PRF Paulo Rodolpho a 28 anos de reclusão pela morte de Genivaldo de Jesus.

## Reações
O vídeo da ação policial viralizou na Internet, provocando a reação de políticos, sociedade civil, organizações de direitos humanos e vários artistas. A organização internacional não governamental Human Rights Watch, que defende e realiza pesquisas sobre os direitos humanos, se manifestou e afirmou estar "consternada e chocada" com a morte de Genivaldo de Jesus Santos. As vereadoras Erika Hilton e Linda Brasil, ambas do PSOL, pediram em um apelo urgente para que a Organização das Nações Unidas acompanhasse a investigação do caso. O escritório de Direitos Humanos da ONU para a América do Sul emitiu uma nota cobrando das autoridades brasileiras uma investigação "célere e completa" sobre a morte de Genivaldo. Jan Jarab, chefe do escritório, afirmou que o caso, "em si chocante, mais uma vez coloca em questão o respeito aos direitos humanos na atuação das polícias no Brasil", citando também casos como a chacina da Vila Cruzeiro. O Fórum Brasileiro de Segurança Pública emitiu uma nota, escrevendo que "a morte de Genivaldo Jesus Santos chocou a sociedade brasileira pelo nível de sua brutalidade, expondo o despreparo da instituição em garantir que seus agentes obedeçam a procedimentos básicos de abordagem que orientam os trabalhos das forças de segurança no Brasil". A Comissão de Defesa dos Direitos Humanos Dom Paulo Evaristo Arns defendeu a prisão dos policiais envolvidos e que esperava que as responsabilidade individuais pelo crime fossem prontamente apuradas, para o que considerou ter sido uma "execução sumária", e pediu à ONU para "relembrar ao Brasil as suas obrigações [de respeito aos direitos humanos], pela ratificação [de tratados internacionais], e sublinhar a necessidade de controle externo da violência policial." Duas associações que militam no movimento negro ação impetraram na Justiça Federal de Sergipe uma ação civil pública contra a União, pedindo uma indenização por dano moral coletivo e social pela morte de Genivaldo, avaliada em 128 milhões de reais. O secretário de direitos humanos da ONU, Jan Jarab, demonstrou preocupação com a violência policial no Brasil e pediu que a investigação fosse célere e completa.
A viúva, Maria Fabiana dos Santos, afirmou que não achava ter sido uma fatalidade, mas sim "um crime mesmo, praticado com crueldade". Um sobrinho da vítima, Ismael dos Santos, disse: "A gente não consegue entender ainda o que aconteceu, Foi algo tão brutal que não podíamos imaginar que acontecesse. Meu tio estava sem capacete, mas aqui no interior é algo comum e mesmo assim ele não deveria ter sido morto por isso. Isso não é crime de morte." O presidente Jair Bolsonaro comentou: "Vou me inteirar com a PRF". No dia 3 de junho, o presidente afirmou que os policiais não tinham a intenção de matar Genivaldo e que o caso não passou de um erro de julgamento. Num encontro do ex-presidente Luiz Inácio Lula da Silva com movimentos sociais no dia 27 de maio, foi feito um minuto de silêncio por Genivaldo, enquanto ele, o ex-governador Geraldo Alckmin e outras lideranças seguravam cartazes pedindo justiça. No dia 30 de maio, Bolsonaro defendeu a PRF e chamou Genivaldo de "marginal". Três políticos filiados ao PT, Reginaldo Lopes (MG), João Daniel (SE) e Márcio Macêdo (SE), entraram com a PL 1.390/22, que prevê uma indenização de R$ 1 milhão para a família de Genivaldo, além de uma pensão vitalícia com limite máximo do salário de benefício do Regime Geral de Previdência Social (RGPS), atualizado, que será dividido igualmente entre os parentes. A tramitação é em caráter conclusivo e precisaria passar pelas comissões  Seguridade Social e Família, Finanças e Tributação e Constituição e Justiça e de Cidadania.
Na Internet, usuários associaram o caso de Genivaldo às câmaras de gás utilizadas pelos nazistas em campos de extermínio de judeus durante a Segunda Guerra Mundial. Michel Gherman, coordenador do Núcleo Interdisciplinar de Estudos Judaicos da Universidade Federal do Rio de Janeiro (UFRJ), assessor do Instituto Brasil-Israel e professor de sociologia, afirmou: "Não é que parece com o nazismo, em termos de prática de assassinato, é nazismo. Se usou exatamente a mesma forma de matar que o nazismo tinha". O caso esteve entre os assuntos mais comentados nas redes sociais no dia 26 de maio. No Twitter, as hashtags "Sergipe", "Genivaldo", "Câmara de Gás", "Umbaúba", "Assassinato" e "Polícia Rodoviária Federal" somavam mais de 176 mil postagens, e surgiram hashtags como #PRFAssassina. O caso foi associado ao assassinato de George Floyd por usuários da Internet e pela imprensa; ocorrido exatamente dois anos antes, no dia 25 de maio de 2020, George Floyd também era negro e foi asfixiado até a morte por um policial. Uma arte, criada pelo ilustrador e ativista Cristiano Siqueira, que traz o rosto da vítima com as palavras "Justiça por Genivaldo", viralizou nas redes sociais. Segundo ele, sua intenção era mostrar seu trabalho como uma ferramenta de manifestação e de questionamento à violência policial.

### Imprensa internacional
O caso obteve repercussão internacional, sendo noticiado pela BBC News, CNN, The Guardian, The Washington Post, Reuters, Deutsche Welle, Al Jazeera, The Telegraph, France 24 e El País, bem como os jornais locais de grande circulação Clarín, Corriere della Sera, Le Monde, Bild e Cānkǎo Xiāoxī.

### Manifestações
No dia 26 de maio, moradores e representantes de movimentos sociais protestaram em Umbaúba, interditando um trecho da BR-101 que dá acesso ao município. Pneus foram queimados e foram exibidas placas que clamavam por justiça. Representantes da CUT Sergipe se uniram às manifestações, afirmando em nota que cobrariam das autoridades competentes uma resposta: "Até quando a polícia vai continuar matando a população e continuar impune?" No dia seguinte, o movimento "Pelas Vidas Negras" do Distrito Federal organizou um ato em frente à sede da PRF em Brasília, pedindo justiça, com apoio de grupos que lutam pelo "fim do racismo". No mesmo dia, ocorreu um protesto em frente à Superintendência da Polícia Rodoviária Federal, na Zona Norte de São Paulo. Na manhã do dia 28, ocorreu um protesto organizado pelo movimento negro e ativistas dos direitos humanos, com faixas e cartazes com dizeres como "Parem de nos Matar" e "Vidas Negras Importam".
No dia 19 de setembro, manifestantes fecharam a BR-101, pedindo a conclusão do caso de Genivaldo.